# Goričanec
 Goričanec  falu Horvátországban Zágráb megyében. Közigazgatásilag Szentivánzelinához tartozik.

## Fekvése
Zágrábtól 23 km-re északkeletre, községközpontjától  8 km-re délre, az A4-es autópálya mellett fekszik.

## Története
1857-ben 53, 1910-ben 110 lakosa volt. Trianonig Zágráb vármegye Szentivánzelinai járásához tartozott.
2001-ben 72 lakosa volt.

## Külső hivatkozások
Szentivánzelina község hivatalos oldala